# 科馬里夫卡 (伊奇尼亞區)
50°53′29″N 32°4′18″E / 50.89139°N 32.07167°E
科馬里夫卡（烏克蘭語：Комарівка），是烏克蘭北部的村莊，隸屬切爾尼希夫州的普里盧基區。該村始建於1600年，面積0.52平方公里，海拔高度129米，2001年人口79，人口密度每平方公里151.9人。